# Ostend Challenger 1982
L'Ostend Challenger 1982 è stato un torneo di tennis facente parte della categoria ATP Challenger Series nell'ambito dell'ATP Challenger Series 1982. Il torneo si è giocato a Ostenda in Belgio dall'8 al 14 agosto 1982 su campi in terra rossa.

## Vincitori

### Singolare
Libor Pimek ha battuto in finale  Haroon Ismail con il punteggio di 6–2, 7–5

### Doppio
John Feaver /  Andrew Jarrett hanno battuto in finale  Joel Bailey /  Haroon Ismail con il punteggio di 6–2, 6–3